# 芽生えドライブ
「芽生えドライブ」（めばえドライブ）は、 marbleの1作目のシングル。2007年2月21日にLantisから発売された。

## 解説
当初のユニット名「THE STUDENT'S」から「marble」への改名後初のメジャーデビューシングル。
表題曲「芽生えドライブ」は、テレビアニメ『ひだまりスケッチ』エンディングテーマ、カップリングの「凛」は、Webラジオ『ひだまりラジオ』エンディングテーマとして使用された。「凛」は、エレキギターのアルペジオが印象的なスローテンポバラード。この曲は、インディーズ時代にライブ音源を含め2度CD化されている。ジャケットのイラストは、伊藤良明によるゆののパジャマ姿のイラストが描かれている。2008年（平成20年）5月21日に発売されたリミックスアルバム「@Lantis NonStop Dance Remix Vol.2」に、来兎によるリミックスバージョンが収録されている。

## 収録曲
1. 芽生えドライブ [4:43]
作詞：micco、作曲・編曲：菊池達也
2. 凛 [6:19]
作詞・作曲：micco、編曲：菊池達也
3. 芽生えドライブ（instrumental）
4. 凛（instrumental）

## タイアップ
| 曲名           | タイアップ                                         |
| -------------- | -------------------------------------------------- |
| 芽生えドライブ | テレビアニメ『ひだまりスケッチ』エンディングテーマ |
| 凛             | Webラジオ『ひだまりラジオ』エンディングテーマ      |

## 収録アルバム
| 曲名           | 収録アルバム                            |
| -------------- | --------------------------------------- |
| 芽生えドライブ | 『虹色ハミング』                        |
| 芽生えドライブ | 『旋律の行方、空の彼方』                |
| 芽生えドライブ | 『ひだま〜ぶる』                        |
| 芽生えドライブ | 『Lantis 10th anniversary Best 090926』 |
| 芽生えドライブ | 『風道花うた』                          |
| 凛             | 『旋律の行方、空の彼方』                |